# El Novillero, Guanajuato
El Novillero är en ort i Mexiko.   Den ligger i kommunen Abasolo och delstaten Guanajuato, i den centrala delen av landet, 280 km väster om huvudstaden Mexico City. El Novillero ligger 1 716 meter över havet och antalet invånare är 712.
Terrängen runt El Novillero är platt åt sydväst, men åt nordost är den kuperad. Runt El Novillero är det ganska tätbefolkat, med 124 invånare per kvadratkilometer. Närmaste större samhälle är Abasolo, 7,7 km nordost om El Novillero. Trakten runt El Novillero består till största delen av jordbruksmark.